# Cabanagem (Belém)
Cabanagem é um bairro limítrofe da cidade de Belém do Pará com sua área metropolitana, faz parte do Distrito administrativo do Bengui (DABEN), sendo uma parte pertencente ao município de Belém.
O nome do bairro teve origem na ocupação espontânea da área, em homenagem a um monumento arquitetônico projetado por Oscar Niemeyer que homenageia o movimento popular da Cabanagem ocorrido na década de 1830, e foi responsável pela constituição do Pará como um país independente do restante do Brasil no Período Regencial. Neste monumento denominado Memorial da Cabanagem, estão depositados os restos mortais de alguns dos líderes da Cabanagem.
Seu reconhecimento oficial se deu por meio da Lei Municipal nº 7.806, de 30 de julho de 1996.

## Geografia
O bairro compreende a área limitada pela poligonal que tem início na interseção da Rua Sideral e a Estrada do Benjamim (Una) e segue por esta contornando a área denominada Cabanagem II até encontrar a Passagem São Vicente que faz fundo para a ocupação Carmelândia, dobra à esquerda e segue por esta passando pelo fundo do Conjunto Panorama XXI, até a linha lateral esquerda do Conjunto Augusto Montenegro, dobra à direita até a linha de travessão do mesmo, dobra à esquerda e segue por este até a Rua Damasco, flete à direita e segue por esta até a Rua Girassol (que faz fundo ao Conjunto Parklândia), dobra à esquerda e segue por esta e por seu prolongamento denominado Rua Cristina Cardoso,por onde segue até a Rua Belém,dobra à direita e segue por esta até a Avenida Monte Carlo que faz fundo com o terreno da ENGEPLAN ( 9.848.680 mN/785.580 mE), dobra à esquerda e segue por esta até a lateral direita do terreno da ENGEPLAN ( 9.849.000 mN/785.310 mE ), dobra à esquerda e segue por esta até o linhão da Eletronorte ( 9.848 950 mN/784.230 mE ), dobra à direita e segue por este até a Passagem das Andorinhas, dobra à direita e segue por esta até a curva do Conjunto Jardim Sideral, segue por esta até o início da poligonal.
Sua população era de 29.013 habitantes no censo de 2000.
Por ser bem na entrada/saída de Belém, a Cabanagem tem um efervescente mercado atacadista, que por sua vez garante ao bairro um intenso movimento de caminhões pesados, pelo sua condição de pólo distribuir de mercadorias para o restante da cidade.
Em 2010, foi feita uma série de operações policiais que conseguiram reduzir consideravelmente a criminalidade no bairro. Em dezembro de 2011, foi apresentado projeto de revitalização da área.